# Audi R18 e-tron quattro
O Audi R18 e-tron quattro é um carro de corrida construído pelo fabricante alemão de automóveis Audi, sendo uma evolução do antecessor Audi R18 TDi . Equipado com tecnologia de recuperação de energia (Audi e-tron)  foi o primeiro protótipo-esportivo considerado "híbrido"  , do tipo LMP, a vencer as 24 Horas de Le Mans na edição de 2012  .

## Especificações
O R18 e-tron quattro é equipado com motor V6 diesel (utilizado para tração nas rodas traseiras)  e um motor elétrico (utilizado para tração nas rodas dianteiras) que é ativado quando o carro está acima de 120 km/h, por questões de regulamento da categoria , fazendo com que as rodas dianteiras tenham tração independente o qual transforma o carro em AWD. O motor elétrico é alimentado por um sistema de recuperação de energia cinética (KERS) que é armazenada durante as frenagens eletricamente em um flywheel antes de ser usada no eixo dianteiro durante a aceleração.

## Pilotos e equipes por temporadaWEC
Em rosa, as equipes só são elegíveis para pontuação de equipes/construtores não participando do campeonato de pilotos.

### 2012
| Equipe                | Carro                     | Unidade de potência                      | Pneus | No. | Pilotos         |
| --------------------- | ------------------------- | ---------------------------------------- | ----- | --- | --------------- |
| Audi Sport Team Joest | Audi R18 (e-tron quattro) | Audi TDI 3.7 L turbo V6 (diesel híbrido) | M     | 1   | André Lotterer  |
| Audi Sport Team Joest | Audi R18 (e-tron quattro) | Audi TDI 3.7 L turbo V6 (diesel híbrido) | M     | 1   | Benoît Tréluyer |
| Audi Sport Team Joest | Audi R18 (e-tron quattro) | Audi TDI 3.7 L turbo V6 (diesel híbrido) | M     | 1   | Marcel Fässler  |
| Audi Sport Team Joest | Audi R18 (e-tron quattro) | Audi TDI 3.7 L turbo V6 (diesel híbrido) | M     | 2   | Allan McNish    |
| Audi Sport Team Joest | Audi R18 (e-tron quattro) | Audi TDI 3.7 L turbo V6 (diesel híbrido) | M     | 2   | Tom Kristensen  |
| Audi Sport Team Joest | Audi R18 (e-tron quattro) | Audi TDI 3.7 L turbo V6 (diesel híbrido) | M     | 2   | Rinaldo Capello |
| Audi Sport Team Joest | Audi R18 (e-tron quattro) | Audi TDI 3.7 L turbo V6 (diesel híbrido) | M     | 2   | Lucas di Grassi |

### 2013
| Equipe                | Carro                     | Unidade de potência                      | Pneus | No. | Pilotos         |
| --------------------- | ------------------------- | ---------------------------------------- | ----- | --- | --------------- |
| Audi Sport Team Joest | Audi R18 (e-tron quattro) | Audi TDI 3.7 L turbo V6 (diesel híbrido) | M     | 1   | André Lotterer  |
| Audi Sport Team Joest | Audi R18 (e-tron quattro) | Audi TDI 3.7 L turbo V6 (diesel híbrido) | M     | 1   | Benoît Tréluyer |
| Audi Sport Team Joest | Audi R18 (e-tron quattro) | Audi TDI 3.7 L turbo V6 (diesel híbrido) | M     | 1   | Marcel Fässler  |
| Audi Sport Team Joest | Audi R18 (e-tron quattro) | Audi TDI 3.7 L turbo V6 (diesel híbrido) | M     | 2   | Allan McNish    |
| Audi Sport Team Joest | Audi R18 (e-tron quattro) | Audi TDI 3.7 L turbo V6 (diesel híbrido) | M     | 2   | Tom Kristensen  |
| Audi Sport Team Joest | Audi R18 (e-tron quattro) | Audi TDI 3.7 L turbo V6 (diesel híbrido) | M     | 2   | Loïc Duval      |
| Audi Sport Team Joest | Audi R18 (e-tron quattro) | Audi TDI 3.7 L turbo V6 (diesel híbrido) | M     | 3   | Marc Gené       |
| Audi Sport Team Joest | Audi R18 (e-tron quattro) | Audi TDI 3.7 L turbo V6 (diesel híbrido) | M     | 3   | Oliver Jarvis   |
| Audi Sport Team Joest | Audi R18 (e-tron quattro) | Audi TDI 3.7 L turbo V6 (diesel híbrido) | M     | 3   | Lucas di Grassi |

### 2014

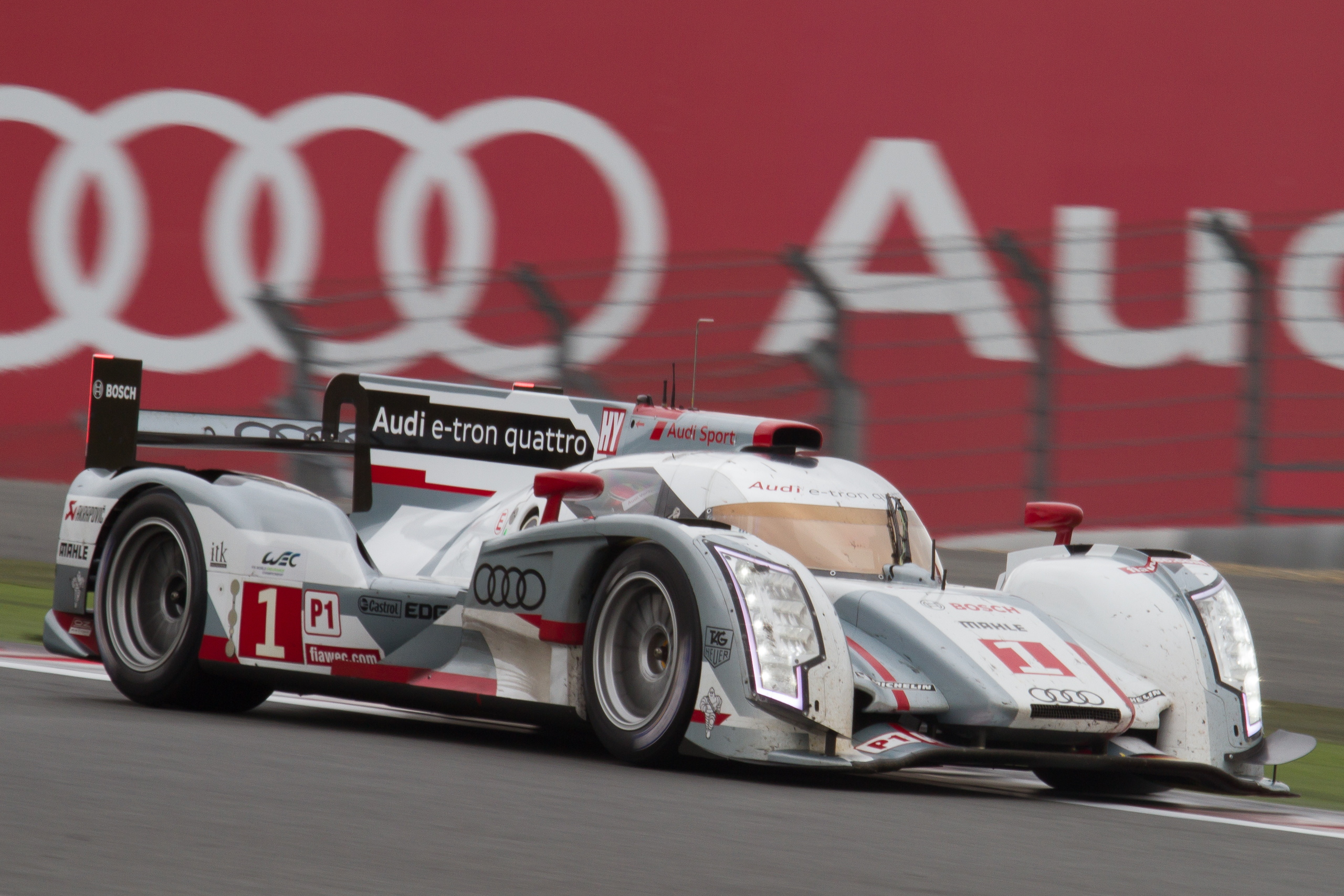
Audi R18 e-tron quattro (2012) nas 6 horas de Fuji.

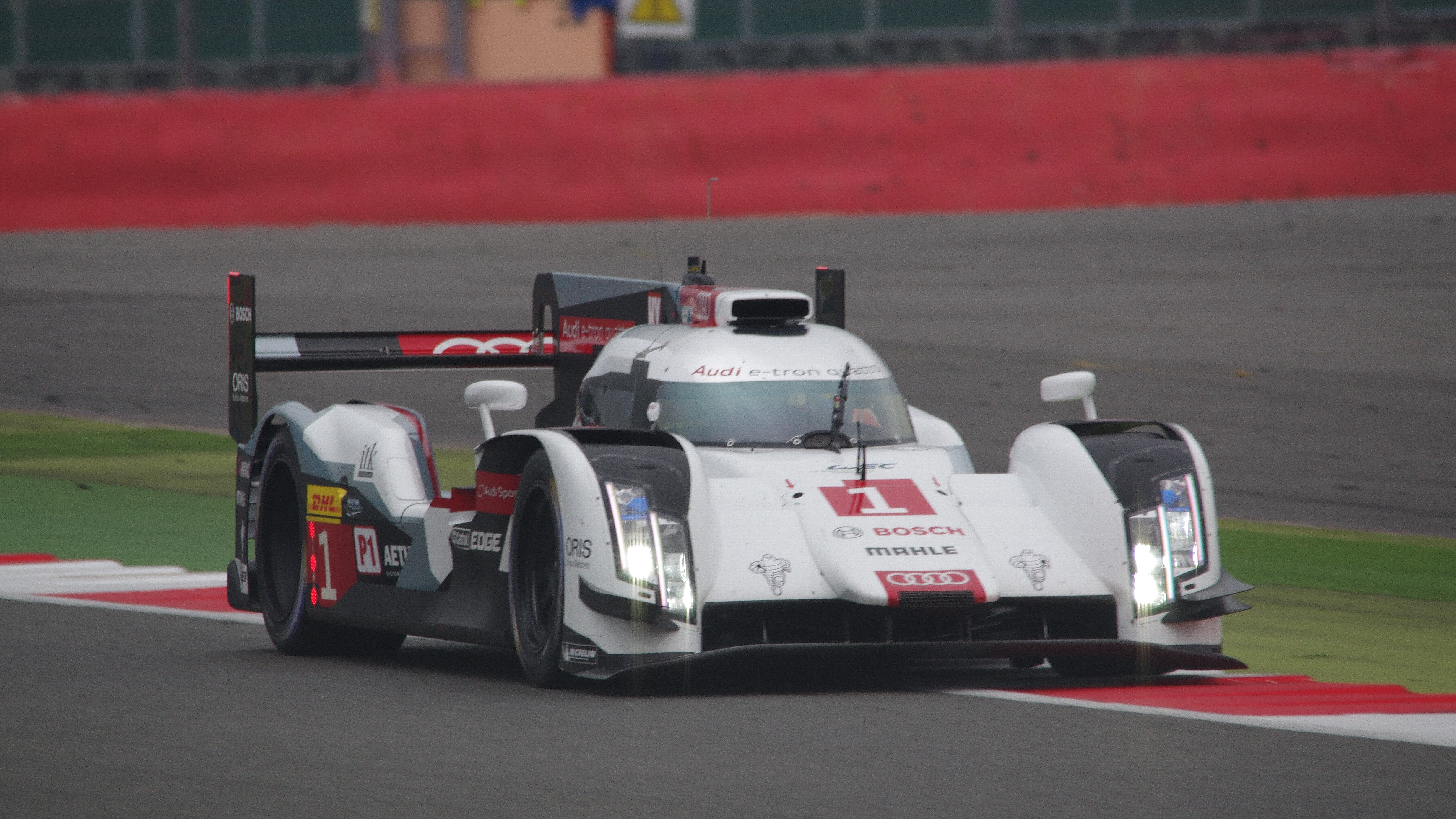
Audi R18 e-tron quattro (2014) nas 6 horas de Silverstone.

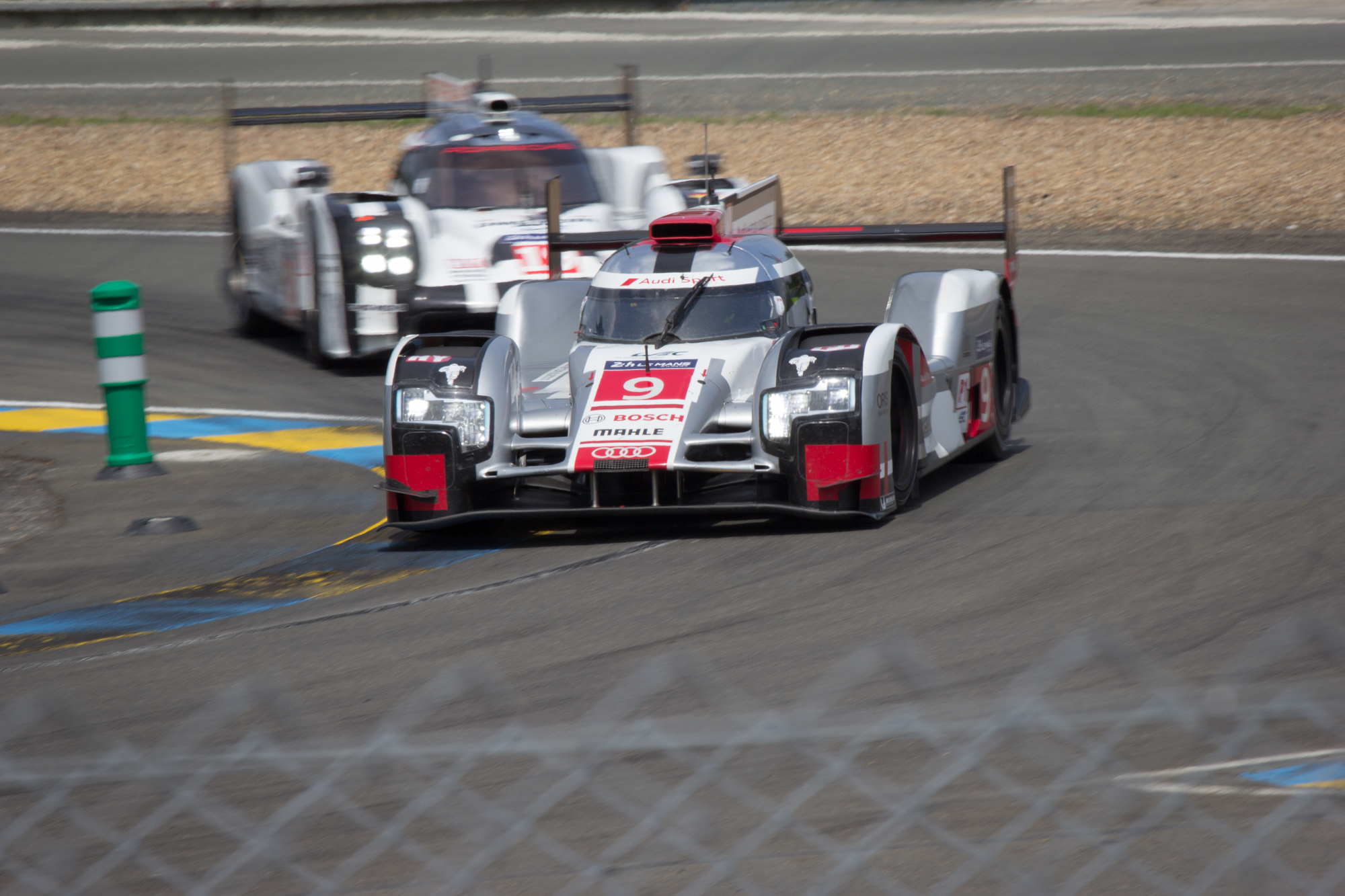
Audi R18 e-tron quattro (2015) a frente de um Porsche 919 Hybrid nas 24 horas de Le Mans de 2015.

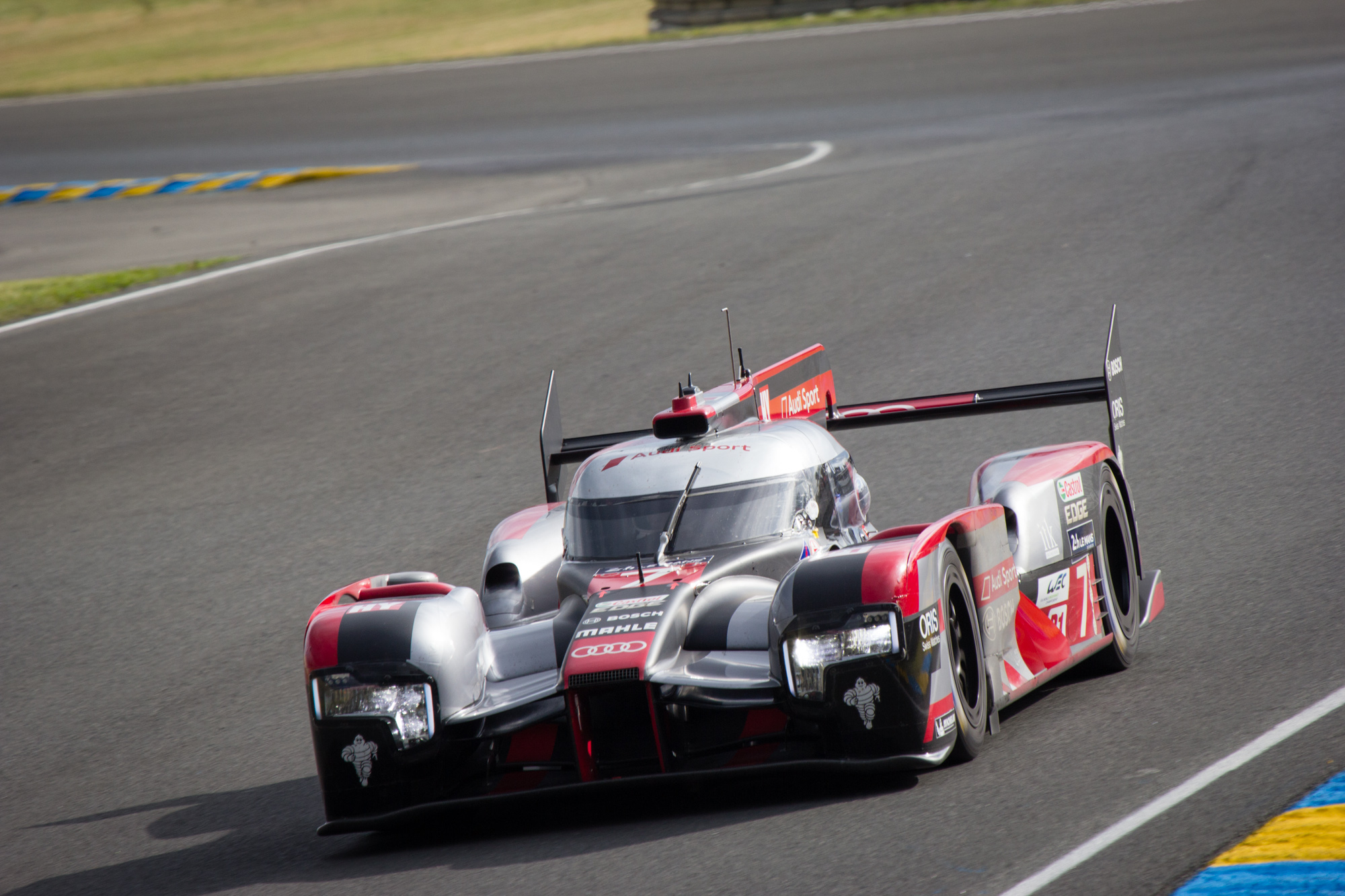
Audi R18 e-tron quattro (2016) nas 24 horas de Le Mans.

| Equipe                | Carro                     | Unidade de potência                      | Pneus | No. | Pilotos            |
| --------------------- | ------------------------- | ---------------------------------------- | ----- | --- | ------------------ |
| Audi Sport Team Joest | Audi R18 (e-tron quattro) | Audi TDI 4.0 L turbo V6 (diesel híbrido) | M     | 1   | Lucas di Grassi    |
| Audi Sport Team Joest | Audi R18 (e-tron quattro) | Audi TDI 4.0 L turbo V6 (diesel híbrido) | M     | 1   | Tom Kristensen     |
| Audi Sport Team Joest | Audi R18 (e-tron quattro) | Audi TDI 4.0 L turbo V6 (diesel híbrido) | M     | 1   | Loïc Duval         |
| Audi Sport Team Joest | Audi R18 (e-tron quattro) | Audi TDI 4.0 L turbo V6 (diesel híbrido) | M     | 2   | André Lotterer     |
| Audi Sport Team Joest | Audi R18 (e-tron quattro) | Audi TDI 4.0 L turbo V6 (diesel híbrido) | M     | 2   | Benoît Tréluyer    |
| Audi Sport Team Joest | Audi R18 (e-tron quattro) | Audi TDI 4.0 L turbo V6 (diesel híbrido) | M     | 2   | Marcel Fässler     |
| Audi Sport Team Joest | Audi R18 (e-tron quattro) | Audi TDI 4.0 L turbo V6 (diesel híbrido) | M     | 3   | Marco Bonanomi     |
| Audi Sport Team Joest | Audi R18 (e-tron quattro) | Audi TDI 4.0 L turbo V6 (diesel híbrido) | M     | 3   | Filipe Albuquerque |
| Audi Sport Team Joest | Audi R18 (e-tron quattro) | Audi TDI 4.0 L turbo V6 (diesel híbrido) | M     | 3   | Oliver Jarvis      |

### 2015
| Equipe                | Carro                     | Unidade de potência                      | Pneus | No. | Pilotos            |
| --------------------- | ------------------------- | ---------------------------------------- | ----- | --- | ------------------ |
| Audi Sport Team Joest | Audi R18 (e-tron quattro) | Audi TDI 4.0 L turbo V6 (diesel híbrido) | M     | 7   | André Lotterer     |
| Audi Sport Team Joest | Audi R18 (e-tron quattro) | Audi TDI 4.0 L turbo V6 (diesel híbrido) | M     | 7   | Benoît Tréluyer    |
| Audi Sport Team Joest | Audi R18 (e-tron quattro) | Audi TDI 4.0 L turbo V6 (diesel híbrido) | M     | 7   | Marcel Fässler     |
| Audi Sport Team Joest | Audi R18 (e-tron quattro) | Audi TDI 4.0 L turbo V6 (diesel híbrido) | M     | 8   | Lucas di Grassi    |
| Audi Sport Team Joest | Audi R18 (e-tron quattro) | Audi TDI 4.0 L turbo V6 (diesel híbrido) | M     | 8   | Oliver Jarvis      |
| Audi Sport Team Joest | Audi R18 (e-tron quattro) | Audi TDI 4.0 L turbo V6 (diesel híbrido) | M     | 8   | Loïc Duval         |
| Audi Sport Team Joest | Audi R18 (e-tron quattro) | Audi TDI 4.0 L turbo V6 (diesel híbrido) | M     | 3   | Marco Bonanomi     |
| Audi Sport Team Joest | Audi R18 (e-tron quattro) | Audi TDI 4.0 L turbo V6 (diesel híbrido) | M     | 3   | Filipe Albuquerque |
| Audi Sport Team Joest | Audi R18 (e-tron quattro) | Audi TDI 4.0 L turbo V6 (diesel híbrido) | M     | 3   | René Rast          |

### 2016
| Equipe                | Carro                     | Unidade de potência                      | Pneus | No. | Pilotos         |
| --------------------- | ------------------------- | ---------------------------------------- | ----- | --- | --------------- |
| Audi Sport Team Joest | Audi R18 (e-tron quattro) | Audi TDI 4.0 L turbo V6 (diesel híbrido) | M     | 7   | André Lotterer  |
| Audi Sport Team Joest | Audi R18 (e-tron quattro) | Audi TDI 4.0 L turbo V6 (diesel híbrido) | M     | 7   | Benoît Tréluyer |
| Audi Sport Team Joest | Audi R18 (e-tron quattro) | Audi TDI 4.0 L turbo V6 (diesel híbrido) | M     | 7   | Marcel Fässler  |
| Audi Sport Team Joest | Audi R18 (e-tron quattro) | Audi TDI 4.0 L turbo V6 (diesel híbrido) | M     | 8   | Lucas di Grassi |
| Audi Sport Team Joest | Audi R18 (e-tron quattro) | Audi TDI 4.0 L turbo V6 (diesel híbrido) | M     | 8   | Oliver Jarvis   |
| Audi Sport Team Joest | Audi R18 (e-tron quattro) | Audi TDI 4.0 L turbo V6 (diesel híbrido) | M     | 8   | Loïc Duval      |

## Resultados em competições por ano da FIA WEC
| Ano  | Equipe   | Equipe                   | Classe   | Pilotos                          | Pilotos                                         | No. | Corridas | Corridas | Corridas | Corridas | Corridas | Corridas | Corridas | Corridas | Corridas | Pts       | WEC |
| Ano  | Equipe   | Equipe                   | Classe   | Pilotos                          | Pilotos                                         | No. | 1        | 2        | 3        | 4        | 5        | 6        | 7        | 8        | 9        |           |     |
| ---- | -------- | ------------------------ | -------- | -------------------------------- | ----------------------------------------------- | --- | -------- | -------- | -------- | -------- | -------- | -------- | -------- | -------- | -------- | --------- | --- |
| 2012 | Alemanha | Audi Sport Team Joest    | LMP1     | Suíça · Alemanha · França        | Marcel Fässler André Lotterer Benoît Tréluyer   | 1   | SEB 16   | SPA 2    | LMS 1    | SIL 1    | SÃO 2    | BHR 1    | FUJ 2    | SHA 3    |          | 173 (209) | 1°  |
| 2012 | Alemanha | Audi Sport Team Joest    | LMP1     | Reino Unido · Itália · Dinamarca | Alan McNish Rinaldo Capello Tom Kristensen      | 2   | SEB 1    | SPA 4    | LMS 2    | SIL 3    | SÃO 3    | BHR 2    | FUJ 3    | SHA 2    |          | 173 (209) | 1°  |
| 2012 | Alemanha | Audi Sport Team Joest    | LMP1     | França · Espanha · França        | Romain Dumas Marc Gené Loïc Duval               | 3   | SEB 2    | SPA 1    | LMS 5    | -        | -        | -        | -        | -        |          | 173 (209) | 1°  |
| 2012 | Alemanha | Audi Sport North America | LMP1     |                                  |                                                 |     |          |          |          |          |          |          |          |          |          | 173 (209) | 1°  |
| 2012 | Alemanha | Audi Sport North America | LMP1     | Itália · Espanha · Reino Unido   | Marco Bonanomi Marc Gené Oliver Jarvis          | 4   | -        | SPA 3    | LMS 3    | -        | -        | -        | -        | -        |          | 173 (209) | 1°  |
| 2013 | Alemanha | Audi Sport Team Joest    | LMP1     | Suíça · Alemanha · França        | Marcel Fässler André Lotterer Benoît Tréluyer   | 1   | SIL 2    | SPA 1    | LMS 5    | SÃO 1    | COA 3    | FUJ 26   | SHA 1    | BHR 2    |          | 207       | 1°  |
| 2013 | Alemanha | Audi Sport Team Joest    | LMP1     | Reino Unido · França · Dinamarca | Alan McNish Loïc Duval Tom Kristensen           | 2   | SIL 1    | SPA 2    | LMS 1    | SÃO 2    | COA 1    | FUJ 2    | SHA 3    | BHR Ret  |          | 207       | 1°  |
| 2013 | Alemanha | Audi Sport Team Joest    | LMP1     | Brasil · Espanha · Reino Unido   | Lucas Di Grassi Marc Gené Oliver Jarvis         | 3   | -        | SPA 3    | LMS 3    | -        | -        | -        | -        | -        |          | 207       | 1°  |
| 2014 | Alemanha | Audi Sport Team Joest    | LMP1 - H | Brasil · França · Dinamarca      | Lucas Di Grassi Loïc Duval Tom Kristensen       | 1   | SIL Ret  | SPA 2    | LMS 2    | COA 2    | FUJ 5    | SHA 5    | BHR 5    | SÃO 3    |          | 244       | 2°  |
| 2014 | Alemanha | Audi Sport Team Joest    | LMP1 - H | Suíça · Alemanha · França        | Marcel Fässler André Lotterer Benoit Tréluyer   | 2   | SIL Ret  | SPA 5    | LMS 1    | COA 1    | FUJ 6    | SHA 4    | BHR 4    | SÃO 5    |          | 244       | 2°  |
| 2014 | Alemanha | Audi Sport Team Joest    | LMP1 - H | Itália · Portugal · Reino Unido  | Marco Bonanomi Filipe Albuquerque Oliver Jarvis | 3   | -        | SPA 6    | LMS Ret  | -        | -        | -        | -        | -        |          | 244       | 2°  |
| 2015 | Alemanha | Audi Sport Team Joest    | LMP1     | Suíça · Alemanha · França        | Marcel Fässler André Lotterer Benoit Tréluyer   | 7   | SIL 1    | SPA 1    | LMS 3    | NÜR 3    | COA 2    | FUJ 3    | SHA 3    | BHR 2    |          | 264       | 2°  |
| 2015 | Alemanha | Audi Sport Team Joest    | LMP1     | Brasil · França · Reino Unido    | Lucas Di Grassi Loïc Duval Oliver Jarvis        | 8   | SIL 5    | SPA 7    | LMS 4    | NÜR 4    | COA 3    | FUJ 4    | SHA 4    | BHR 6    |          | 264       | 2°  |
| 2015 | Alemanha | Audi Sport Team Joest    | LMP1     | Itália · Portugal · Alemanha     | Marco Bonanomi Filipe Albuquerque René Rast     | 9   | -        | SPA 4    | LMS 7    | -        | -        | -        | -        | -        |          | 264       | 2°  |
| 2016 | Alemanha | Audi Sport Team Joest    | LMP1     | Suíça · Alemanha · França        | Marcel Fässler André Lotterer Benoit Tréluyer   | 7   | SIL EX   | SPA 5    | LMS 4    | NÜR 3    | MEX 2    | COA 6    | FUJ Ret  | SHA 6    | BHR 2    | 266       | 2°  |
| 2016 | Alemanha | Audi Sport Team Joest    | LMP1     | Brasil · França · Reino Unido    | Lucas Di Grassi Loïc Duval Oliver Jarvis        | 8   | SIL Ret  | SPA 1    | LMS 3    | NÜR 2    | MEX 5    | COA 2    | FUJ 2    | SHA 5    | BHR 1    | 266       | 2°  |

- Resultados em negrito indicam pole position.
- Resultados em itálico indicam volta mais rápida.